# Nilton Giese
Nilton Giese (* 3. listopadu 1959) je brazilský luterský duchovní.
Vystudoval teologii na semináři v Sao Leopoldu, následně působil jako pastor a učitel teologie na Kubě, Kostarice a v Brazílii. Od roku 2005 působí v Latinskoamerické radě církví, od roku 2009 je generálním tajmníkem této organizace.